# Bruce Wilkerson
Bruce Alan Wilkerson (Luodon, 28 luglio 1964) è un ex giocatore di football americano statunitense che ha giocato nel ruolo di offensive tackle nella National Football League (NFL). Fu scelto nel corso del secondo giro (52º assoluto) del Draft NFL 1987 dai Los Angeles Raiders. Al college giocò a football all'Università del Tennessee.

## Carriera da giocatore
Wilkerson fu scelto nel corso del secondo giro del draft 1987 dai Los Angeles Raiders. Nel 1995 passò alla neonata franchigia dei Jacksonville Jaguars, dove trascorse una sola stagione. Nel 1996 passò ai Green Bay Packers, con cui vinse il Super Bowl XXXI contro i New England Patriots partendo come titolare. Si ritirò dopo la sconfitta nel Super Bowl XXXII della stagione successiva contro i Denver Broncos.

## Palmarès
- Super Bowl : 1

Green Bay Packers: XXXI
- National Football Conference Championship: 2

Green Bay Packers: 1996, 1997

## Statistiche
| Partite totali | 147 |